# Holy Rollers
Holy Rollers è un film del 2010 diretto da Kevin Asch.